# Shuki & Aviva
Shuki & Aviva was een Israëlisch zangduo, dat bestond uit Shuki Levy (geb. 3 juni 1947 in Tel Aviv) en Aviva Paz (geb. 3 oktober 1943).

## Geschiedenis
Shuki & Aviva namen voornamelijk platen op in de Franse taal. Tussen 1972 en 1978 verschenen meer dan 15 singles, die Levi deels zelf had geschreven. Van hun grootste hit Signorina concertina werden in 1972 rond twee miljoen exemplaren verkocht. Deze song presenteerden ze in 1973 in een Duitse versie ook in de ZDF-Hitparade. Hun hoogtepunt beleefden ze tijdens de jaren 1975 en 1976, toen hen met Bye bye à bientôt (1975), Je t'aime un peu trop, Fête l'amour, de Franse versie van Hotel California van The Eagles, en Viens que je t'embrasse (1976) direct een reeks grote hits lukte. Daarbij bracht het duo ook meerdere songs uit in de Duitse en Engelse taal. In totaal verkochten Shuki en Aviva in Frankrijk ongeveer 1.5 miljoen singles en 100.000 albums.
In Duitsland werden ze vooral bekend door hun deelname aan de voorronden van het Eurovisiesongfestival. Du und ich und zwei Träume, geschreven door Rainer Maria Ehrhardt en Jean Frankfurter, behaalde met het startnummer 15 een zesde plaats. In maart van hetzelfde jaar traden ze met deze titel ook op in de ZDF-Hitparade. In augustus volgde daar een verder optreden met Zum Glück gibt es Musik. 
Nadat het duo in 1978 werd ontbonden, begon Aviva onder haar voornaam een solocarrière, die in Frankrijk begon met de singles Quizas (1978), Sois pas jaloux en Hey Boy (1979). Later bracht ze verdere platen uit in Israël in de Hebreeuwse taal.
Levy, die vanaf 1977 enkele jaren was getrouwd met de actrice Deborah Shelton, bleef werkzaam als componist en producent. De IMDB noemde hem met composities voor meer dan 100 films en series. Vooral in het genre animatie had Levy zich een naam gemaakt met onder andere muziek voor He-Man, She-Ra en Power Rangers. Er werden ruim 14 miljoen platen verkocht en vijftien gouden en platina-onderscheidingen ontvangen.
In 2002 verscheen onder de titel Best Of een compilatie met 18 songs van het duo en twee solo-opnamen van Aviva. In 2012 volgde met L'intégrale een 4-cd-box van het duo. Naast de Franse successen zijn hierop ook opnamen te vinden in de Duitse, Engelse, Spaanse en Japanse taal.

## Discografie

### Albums
- 2002: Best of (Choice of Music)
- 2012: L'intégrale (XIII Bis Music)